# Diparopsis tephragramma
Diparopsis tephragramma är en fjärilsart som beskrevs av George Thomas Bethune-Baker 1911. Diparopsis tephragramma ingår i släktet Diparopsis och familjen nattflyn. Inga underarter finns listade i Catalogue of Life.